# Mercedes-Benz Superdome
Louisiana Superdome (normalt bare kendt som The Superdome) er en stor indendørs arena/stadion i New Orleans i Louisiana, USA, der er hjemmebane for NFL-klubben New Orleans Saints. Stadionet har plads til 72.968 tilskuere. Det blev indviet 3. august 1975, hvor det erstattede Saints gamle hjemmebane Tulane Stadium.
Louisiana Superdome har seks gange, senest i 2002, været vært for Super Bowl.

## Andre begivenheder afviklet i The Superdome
Lousiana Superdome har endvidere været benyttet til en række større sportsbegivenheder, koncerter og kongresser, herunder:
- VM-kampen i professionel sværvægtsboksning mellem Muhammad Ali og Leon Spinks blev afholdt i The Superdome den 15. september 1978 foran 63.500 tilskuere, hvilket er det største publikum nogensinde til en indendørs boksekamp.[1]
- Bokseren Sugar Ray Leonard genvandt verdensmesterskabet i weltervægt i The Superdome den 25. november 1980, da Roberto Duran opgav med ordene "No Mas".
- The Rolling Stones spillede i 1981 foran 87.500 tilskuere ved den til i dag største indendørs koncert.
- Vicepræsident George H.W. Bush blev nomineret til præsidentkandidat ved det Republikanske partis partikonvent, der blev afholdt den 15. – 18. august 1988.
- WrestleMania XXX blev afholdt i arenaen i 2004.

## Orkanen Katrina
Louisiana Superdome opnåede betydelige medieomtale i 2005, i forbindelse med de oversvømmelser af New Orleans, der blev forårsaget af Orkanen Katrinas hærgen. Louisiana Superdome brugt som samlingsssted for de nødstedte, der overnattede i den store arena. Efterfølgende var arenaen lukket i over et år, hvor New Orleans Saints i stedet måtte spille sine hjemmekampe på alternative stadioner.